# Caleuche

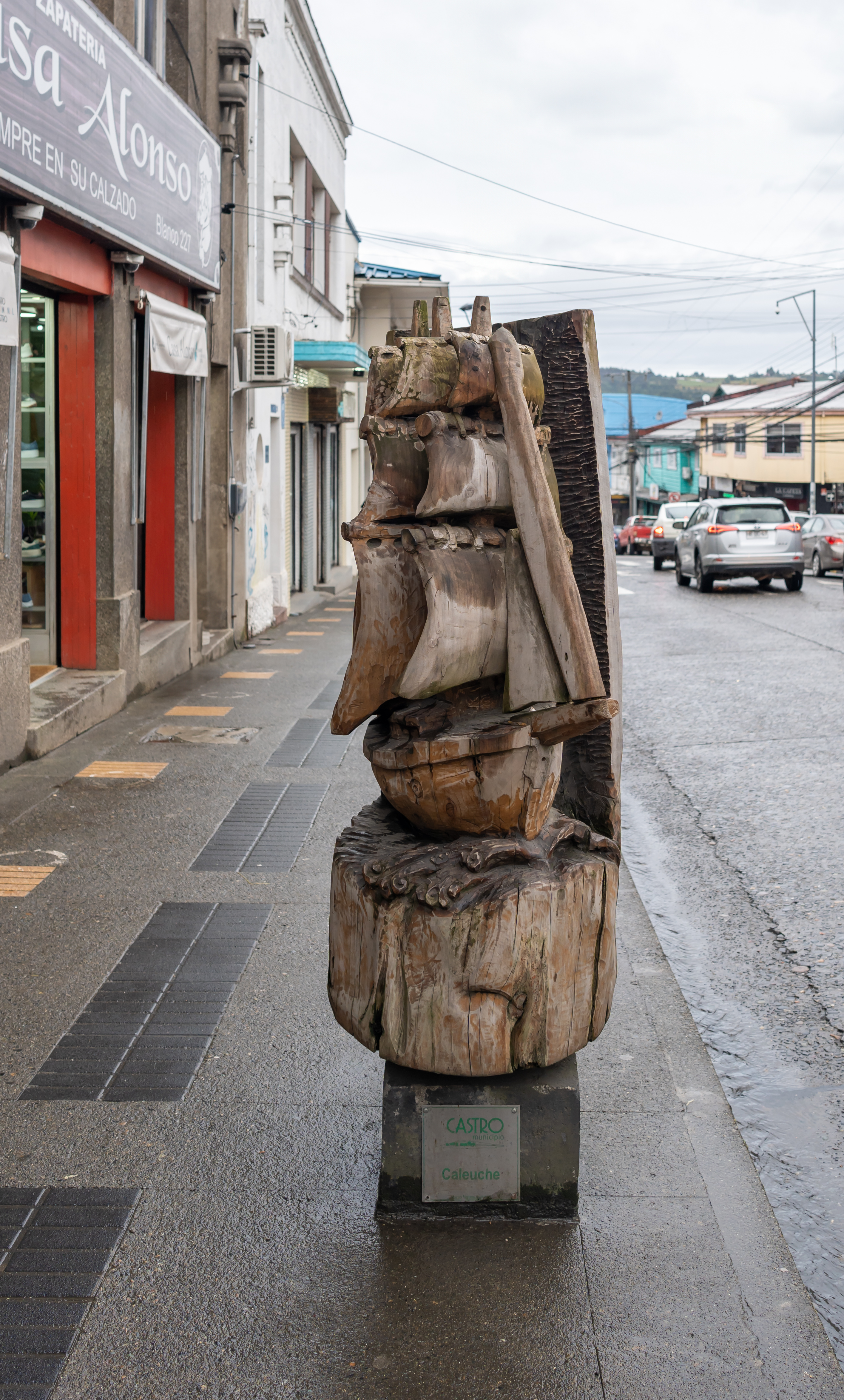

Le Caleuche (à prononcer ka-lé-ou-tché) est un vaisseau fantôme, sorte de paradis alternativement flottant ou sous-marin du folklore de l'île de Chiloé, au Chili.

## Légende
Le Caleuche apparaît comme un beau vaisseau illuminé résonnant des sons d'une fête. Il est amphibie et peut disparaître rapidement dans l'eau. La légende raconte qu'il s'agit de la dernière demeure des personnes qui se sont noyées en mer. Trois personnages amènent ces âmes à bord : il s'agit de la sirena chilota (une sirène de la mythologie chilote), de la pincoya et de leur frère le pincoy. Une fois à bord, les morts y mènent une fête éternelle. Les habitants de Chiloé racontent également que les brujos de Chiloé, sorte de chamans, sont les seuls vivants invités à prendre part à la fête à bord, qu'ils peuvent rejoindre en invoquant le cheval marin de Chiloé, une sorte d'hippocampe mythique.

## LeCaleucheen poésie
« …Sur la mer illuminée
Comme chose de l’autre monde
Nous apparut aussitôt
Une frégate incendiée
Qui n’était toute que lumière
Grand tapage, au même moment
Firent les gens de l’équipage
En jouant d’un fort instrument
Qui nous laissa à l’agonie… »